# Harold Allnut
Harold Allnut est un personnage de fiction appartenant à l'univers de DC Comics. Créé par le scénariste Dennis O'Neil et le dessinateur Denys Cowan, il apparaît pour la première fois dans le comic book The Question #33 en 1989.

## Biographie du personnage
Harold est bossu et muet mais aussi un génie de la mécanique. Il fut repéré dans les rues par le Pingouin qui exploita son savoir à des fins criminelles. Il a entre autres créer une technologie capable de contrôler les oiseaux afin de semer le chaos dans Gotham. 
Batman le recueillit et l'employa en tant que technicien et inventeur dans la Batcave. Il s'occupe entre autres de la maintenance de l'équipement de Batman, de la batmobile, du bat-Métro et du batboat. Fasciné par son talent, Batman en fera un de ses meilleurs alliés, lui dévoilant sa véritable identité de Bruce Wayne. 
Il finit par trahir Batman en échange du corps normal et d'une voix. C'est Silence qui l'amène à cette trahison. Harold est finalement tué par Silence. Batman l'enterre sur une colline à proximité du Manoir Wayne.

## Description
Harold Allnut est représenté comme un homme d'une quarantaine d'années, rondouillard, laid et bossu. Il est très doux et gentil, qui de par son physique souffre d'une très grande solitude et du manque de contact avec les autres. C'est le Pingouin qui lui offrira son "amitié" dans le but d'utiliser ses grandes compétences en mécanique entre autres. Harold tombera amoureux d'une actrice de "soap" que le Pingouin a faite enlever, probablement parce qu'elle est une des rares personnes qui verra au-delà de son apparence.